# Cenzura Wikimediei în China continentală
Cenzura Wikimediei în China continentală se referă la utilizarea de către guvernul Republicii Populare Chineze și operatorii de rețele din China continentală a mijloacelor tehnice, începând cu iunie 2004, pentru a împiedica accesul cetățenilor la unele sau toate site-urile web ale proiectelor Wikimedia Foundation. Unul dintre cele mai afectate proiecte este Wikipedia în limba chineză. Aceste blocaje au fost impuse fără avertismente prealabile și fără explicații ulterioare. Observatorii din afara Chinei consideră că aceste acțiuni fac parte din măsurile de cenzură ale guvernului chinez pentru a restricționa accesul la conținut sensibil.

## Istoricul blocajelor

### 2004-2008: Mai multe blocaje și reveniri
Pe 3 iunie 2004, Wikipedia a fost blocată în anumite orașe din China continentală, precum Beijing), în timp ce Wikționarul rămânea accesibil. La 11 iunie, alte proiecte Wikimedia au fost blocate. Pe 17 iunie, blocarea adreselor IP părea să fi fost ridicată parțial, dar site-ul era încă inaccesibil pentru unii utilizatori. La 18 iunie, toate versiunile Wikipediei, cu excepția celei în limba chineză, au fost deblocate, însă starea versiunii chineze rămânea incertă. Până la 21 iunie, blocajele au fost complet ridicate, iar pe 23 septembrie, Wikipedia a fost din nou parțial blocată.

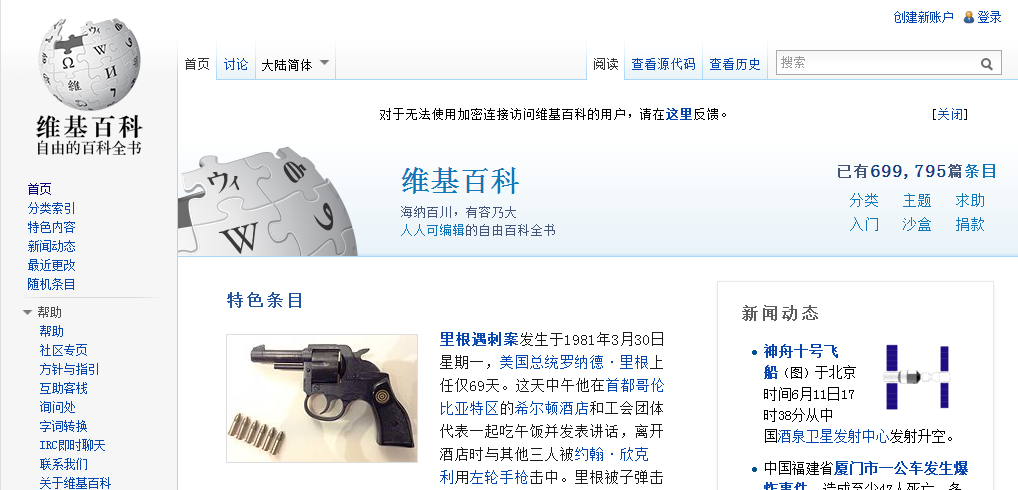
Wikipedia chineză a adăugat la mesajul de bun venit de pe pagina sa principală un anunț că a fost blocată de guvernul chinez (octombrie 2005).

La 19 octombrie 2005, Wikipedia în limba chineză a fost din nou blocată, iar accesul a fost restricționat până la 9 noiembrie 2006, când mai mulți utilizatori au raportat că aceasta a fost deblocată. A fost prima dată când cetățenii din China continentală au putut accesa Wikipedia în chineză după mai mult de un an de blocaj.
În aprilie 2008, toate versiunile lingvistice ale Wikipediei, cu excepția celei în limba chineză, au fost deblocate.

### 2010-2013: Blocarea proiectelor Wikimedia în limba chineză și a conexiunilor criptate
Pe 28 noiembrie 2010, versiunea chineză a proiectului Wikisurvey (HTTP) a fost blocată prin resetarea conexiunii HTTP, dar versiunea criptată (HTTPS) a rămas accesibilă. La începutul anului 2012, Wikiștiri în limba chineză a fost blocată prin resetarea conexiunii HTTP și contaminarea DNS, iar acest blocaj nu a fost ridicat până în prezent.
La sfârșitul lunii mai 2013, versiunea criptată (HTTPS) a Wikipediei în diferite limbi a devenit inaccesibilă în China continentală, în timp ce paginile Wikipedia în versiunea HTTP (Ming), care nu conțineau cuvinte sensibile, nu au fost afectate.

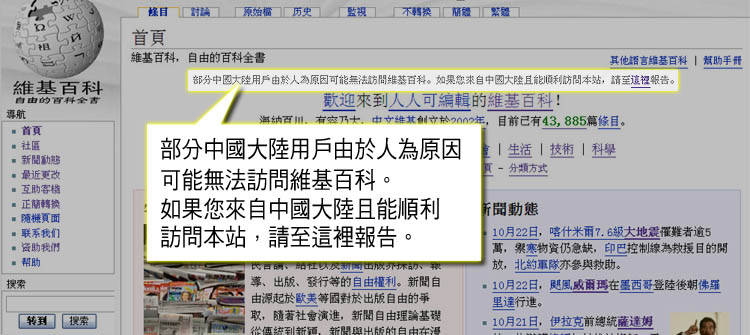
În iunie 2013, când Wikipedia chineză a fost blocată, a fost adăugat un anunț la mesajul de bun venit de pe pagina sa principală. (12 iunie 2013)

La 19 decembrie 2013, datorită unei ajustări a înregistrării CNAME a numelui de domeniu al Wikipedia în fiecare limbă, utilizatorii din China continentală au putut accesa direct versiunea criptată (HTTPS) a Wikipedia în toate limbile, precum și versiunea HTTP a paginilor fără cuvinte sensibile.

### 2015–2019: Blocarea Wikipediei chineze
În după-amiaza zilei de 19 mai 2015, Wikipedia în limba chineză a devenit inaccesibilă în China continentală din cauza unei resetări a conexiunii HTTP și a contaminării DNS a „zh.wikipedia.org”. Utilizatorii puteau ocoli această situație modificând fișierul gazdei locale sau schimbând serverul DNS pentru a accesa versiunea criptată a Wikipediei (HTTPS). Totuși, Wikimedia Foundation nu poate schimba adresa IP a Wikipedia. Blocarea nu a afectat celelalte proiecte Wikimedia (cu excepția Wikiștiri în limba chineză, care a fost contaminată de DNS) și Wikipediile în alte limbi. La jumătatea lunii iunie 2015, Wikimedia Foundation a implementat criptarea obligatorie (HTTPS) pentru proiectele sale. Mai târziu în același an, versiunile cantoneză (doar versiunea desktop; versiunea mobilă a fost blocată în același timp cu celelalte versiuni lingvistice pe 23 aprilie 2019), Wu (similar cu cea cantoneză) și uigură ale Wikipedia au fost de asemenea blocate prin aceleași mijloace ca Wikipedia chineză.
În decembrie 2015, după ce Wikimedia a trecut la criptarea obligatorie a întregului site, făcând ineficientă filtrarea pe baza cuvintelor cheie, toate versiunile lingvistice ale Wikipediei au fost inaccesibile în China continentală din cauza blocării adresei IP. Această blocare a fost ridicată rapid, iar majoritatea articolelor au redevenit accesibile.
Pe 24 august 2018, Great Firewall a adoptat detectarea SNI pentru a bloca numele de domenii Wikipedia în limbile chineză, japoneză și uigură, ceea ce a făcut ineficientă ocolirea blocadei prin modificarea fișierului gazdei sau schimbarea DNS.

### După 2019: Wikipedia blocată în toate limbile
Începând cu 23 aprilie 2019, întregul site Wikipedia (*.wikipedia.org) a fost complet blocat în China continentală, iar pagina sa principală și toate versiunile lingvistice nu au putut fi accesate în mod obișnuit. Metoda de blocare a fost contaminarea DNS, iar Wikipedia în limba chineză, japoneză și uigură au fost afectate și prin resetarea conexiunii HTTP și blocarea SNI. În ziua următoare, întregul site Wikipedia a fost blocat prin metoda SNI, pe baza contaminării DNS din ziua precedentă. La 14 mai, Wikimedia Foundation a confirmat că guvernul chinez a blocat toate site-urile Wikipedia începând cu luna aprilie. La 17 mai, Wikimedia Foundation a emis o declarație prin care a îndemnat guvernul chinez să deblocheze Wikipedia.
Pe 8 mai 2019, alte proiecte majore Wikimedia (cum ar fi Wikimedia Commons, meta-wiki, Wikiționar, etc.) au fost temporar inaccesibile din cauza contaminării DNS, iar accesul a fost restabilit în dimineața zilei de 10 mai. Din 10 iunie 2019, versiunea mobilă a Wikimedia Commons a fost blocată, iar interogarea DNS a relevat anomalii. După verificări, s-a constatat că aceasta a fost contaminată de DNS, iar versiunea desktop a Wikimedia Commons nu a fost blocată în acel moment (deși a fost blocată ulterior în luna decembrie a aceluiași an).
Din iulie 2019, versiunea în limba engleză a Wikiștiri și versiunea chineză a Wikicitat au fost blocate. După verificare, Wikiștiri în limba engleză a fost contaminat de DNS, în timp ce Wikicitat în limba chineză a fost, de asemenea, afectat de contaminarea DNS, iar conexiunea HTTPS bazată pe SNI a fost resetată. În octombrie, versiunea mobilă a Wikicitat în limba chineză a fost blocat. Din noiembrie 2019, versiunea mobilă a Academiei Wiki în limba chineză a fost blocată, iar interogările DNS au relevat anomalii. Din decembrie 2019, adresa IPv4 (198.35.26.96) a serverului Wikimedia Foundation din San Francisco a fost blocată, făcând ca alte părți ale proiectelor Wikimedia (cum ar fi Wikiștiri în limba japoneză) să devină inaccesibile în China continentală.
În timpul celor două sesiuni din China din mai 2020, adresele IPv4 ale serverelor Wikimedia Foundation din Singapore (103.102.166.224) și Ashburn (208.80.154.224) au fost blocate oficial. Accesul IPv4 la toate proiectele Wikimedia Foundation din China continentală a fost aproape complet restricționat. De asemenea, adresele IPv4 ale serverului media upload.wikimedia.org al Wikimedia Foundation din San Francisco și Ashburn (198.35.26.112 și 208.80.154.240) au fost blocate pentru o perioadă nespecificată. Ca urmare, serverele media ale Wikimedia Foundation nu sunt accesibile direct în China continentală.
La 24 octombrie 2020, un bărbat a fost arestat de poliție în orașul Zhoushan⁠(d) din provincia Zhejiang, estul Chinei. Autoritățile au declarat că acesta a folosit software-ul de wall-turning „Blue Light” pentru a căuta informații pe Wikipedia și a fost vizitat de poliție pentru a „verifica contorul de apă”. Acesta este primul caz din China continentală în care cineva a fost pedepsit explicit pentru navigarea pe Wikipedia. Site-ul oficial al Comitetului de Partid al provinciei Zhejiang a anunțat că, din prima jumătate a anului 2019 până în octombrie 2020, bărbatul a folosit în mod repetat software-ul „Blue Light” pentru a „accesa ilegal Wikipedia pentru a obține informații”. Anunțul oficial a enumerat, de asemenea, numele și adresa bărbatului.

## Reacții
În iulie 2004, Jimmy Wales, fondatorul Wikipedia, a declarat într-un interviu:
„Blocarea Wikipedia ar fi o mare ironie pentru cenzori, deoarece nu suntem supuși niciuneia dintre cenzurile pe care ei le pretind; cenzurarea Wikipedia este o recunoaștere a faptului că tocmai informațiile neutre și faptice îi înspăimântă. Nu suntem o mașină de propagandă; nu suntem jocuri de noroc online; nu suntem pornografie. Suntem o enciclopedie.”
După ce Wikipedia a fost blocată pentru a treia oară în octombrie 2005, Wales a sintetizat argumentele sale în discursul de la Summitul mondial privind societatea informațională din Tunis:
„1. Wikipedia nu critică și nici nu sprijină guvernul chinez. Nu suntem un site pentru disidenți și nici pentru susținătorii guvernului. Noi suntem neutri. PDVN nu este negociabil. Este imposibil să descrii Wikipedia ca fiind împotriva guvernului chinez, cu excepția cazului în care guvernul chinez dorește să argumenteze că informațiile neutre sunt împotriva acestuia, și nu cred deloc că aceasta este intenția sa.

2. Nu este vorba *doar* despre faptul că cetățenii chinezi nu pot citi Wikipedia, cea mai mare parte a conținutului acesteia neavând legătură cu subiecte politice sau sensibile. Este vorba despre faptul că cetățenii chinezi nu își pot exprima opiniile și cultura în Wikipedia chineză sau în Wikipedia în limba engleză, sau în orice altă parte, atâta timp cât Wikipedia este blocată. Mi s-a spus că wikipedienii chinezi tind să aibă o viziune mai „continentală” asupra lucrurilor, în comparație cu cei care trăiesc în Taiwan sau Hong Kong, astfel că efectul ironic al cenzurii chineze este că se cenzurează perspectiva continentală asupra afacerilor mondiale.

Este acceptabil să critici guvernul chinez pentru cenzura sa. Dar argumentul meu nu se referă la asta, deoarece nu suntem critici ai guvernului chinez. Argumentul meu a fost că cenzurarea Wikipedia în China înseamnă, în mod ironic, cenzurarea *restului lumii* de a auzi vocea poporului chinez.”
La 2 decembrie 2015, Wales a anunțat la conferința Leadership Energy Summit Asia 2015 din Kuala Lumpur că va zbura la Beijing peste două săptămâni pentru a face lobby pentru deblocarea Wikipedia în limba chineză. Ulterior, la a doua Conferință Mondială a Internetului organizată de-a doua Conferință mondială a internetului organizată de Administrația spațiului cibernetic din China, în Wuzhen⁠(d), Wales a declarat:
„Cred că, ca urmare a acestui fapt, ideea că un guvern poate controla fluxul de informații despre ceea ce știu oamenii de pe teritoriul său va deveni complet învechită și nu va mai fi posibilă.”
Cu toate acestea, interpretul prezent la reuniune a tradus cuvintele sale prin „de asemenea, guvernul poate face o analiză bună a comunicării dintre oameni în domeniile lor respective.”
La 19 iulie 2018, Wales a participat la Forumul pentru inovare digitală al Cooperării Economice Asia-Pacific (APEC DIF) din Taiwan și a prezentat noul său site web, Wikitribune⁠(d). Jimmy Wales a declarat într-un interviu acordat presei că va continua să comunice cu guvernul chinez pentru a ridica cât mai curând posibil blocajul asupra Wikipediei în China continentală. Wales a reiterat că nu va renunța la principiile sale de lungă durată pentru a intra pe piața chineză și a citat exemplul schimbului dintre un voluntar taiwanez al Wikipedia și utilizatorii chinezi.